# Dia de l'Excés de la Terra
El Dia de l'Excés de la Terra (en anglès, Earth Overshoot Day - EOD) és el dia en el qual la demanda de recursos naturals per part del conjunt de la humanitat, en el temps transcorregut d'un any concret, supera el que la Terra és capaç de regenerar en tot aquell any. També és conegut com el Dia de la Sobrecapacitat de la Terra o com el Dia del Deute Ecològic de la Terra.
Per determinar la data del Dia de l'Excés de la Terra, l'organització que estudia els temes relacionats amb el fet que l'economia operi dins dels límits ecològics, i que es denomina Global Footprint Network, calcula el nombre de dies que calen a la biocapacitat de la Terra per satisfer la denominada petjada ecològica global de l'any. Per a això, s'obté la ràtio de les dues magnituds, biodiversitat i petjada ecològica, expressades en unitats de superfície, i s'aplica al total de dies de l'any. El valor invers a aquesta ràtio es pot llegir com el "nombre de Terres" que caldrien per satisfer la demanda anual.
Un altre valor que es calcula a nivell de país, o d'àmbit geogràfic, és el Dia de l'Excés del País (en anglès, Country Overshoot Day - COD), que seria la data en què se situaria el Dia de l'Excés de la Terra si tota la humanitat consumís com ho fa la població d'aquell país. Amb les dades del 2018, el país més malbaratador fou Qatar, amb un COD del 9 de febrer; i el més sostenible, el Vietnam, amb un COD del 21 de desembre. El Dia de l'Excés de l’Estat espanyol per al 2018 fou l'11 de juny.
És important tenir en compte que, per motius de consistència i perquè se'n van refinant els càlculs, per als seus informes anuals el Global Footprint Network recalcula cada any els valors dels anys anteriors des del 1961 (el primer del qual té dades). Per aquest motiu, es poden trobar dades discrepants en fonts diverses. Segons l'informe del 2018, quan ho van començar a calcular, l'any 1970, els recursos d'un any s'esgotaven el 29 de desembre; tres anys després, la data s'havia avançat un mes; el 2005 es van esgotar els recursos anuals el 26 d'agost, el 2018 la data es va situar en l'1 d'agost,
Seguint amb les dates publicades inicialment l'any en qüestió, l'any 2020, el Dia de l'Excés de la Terra va ser el 22 d'agost, més de tres setmanes més tard que l'any anterior, a causa dels confinaments motivats per la pandèmia per coronavirus arreu del món. La data del 2021 va fer un pas enrere i es va situar en el 29 de juliol. La data del 2022 fou el 28 de juliol, i la del 2023, el 2 d'agost.

## Crítiques
El Breakthrough Institute considera la idea del Dia de l'Excés de la Terra i quantes terres consumim com "un bonic truc publicitari". Segons les dades de les Nacions Unides, els boscos i les pesqueres es regeneren, en conjunt, més ràpidament del que s'esgoten (però admetent que "el superàvit podria ser més un reflex de les pobres dades de les pesqueres de les Nacions Unides que de les pesqueres sanes"), mentre que l'ús de les terres de cultiu i les pastures és igual al que està disponible. Per tant, la EOD fa una mala tasca a l’hora de mesurar la mala gestió de l'aigua i la terra (per exemple, l'erosió del sòl) i només posa en relleu l'excés de diòxid de carboni que la humanitat allibera per sobre del que l'ecosistema pot absorbir. En altres paraules, el nombre equivalent addicional de Terres que la humanitat requereix és equivalent a una superfície de terra que, si s'omplís d'absorbents de carboni com els boscos, equilibraria les emissions de diòxid de carboni.